# Elattarchus archidium
Elattarchus archidium är en fiskart som först beskrevs av Jordan och Gilbert 1882.  Elattarchus archidium ingår i släktet Elattarchus och familjen havsgösfiskar. IUCN kategoriserar arten globalt som livskraftig. Inga underarter finns listade i Catalogue of Life.